# Alkylsalter
Alkylsalter, förr kallade "sammansatta" eterarter, är en äldre benämning på vissa estrar.